# Graham Patrick Martin
Graham Patrick Martin (nascido em 14 de novembro de 1991) é um ator estadunidense. Participou da série Two and a Half Men, como Eldridge McElroy.

## Vida pessoal
Martin participou do Fiorello La Guardia High School na cidade de Nova Iorque. Quando perguntado, em entrevista ao TNT Newsroom, para descrever a si mesmo, ele respondeu: "Eu sou um nova-iorquino de Nova Orleans, que vive em Los Angeles." Quando perguntado sobre que o inspirou a atuar, Martin compartilhou que sua irmã mais velha foi a primeira de sua família a tornar-se interessada em atuar. Martin, seus dois irmãos e irmã participaram de um acampamento de artes de verão chamado French Woods, em que: "Eu fui para os desportos náuticos e passeios a cavalo, mas de alguma forma acabei fazendo testes para a minha primeira peça enquanto eu estava lá, eu tinha oito anos idade na época e eu estava no elenco do meu primeiro musical O Rei e Eu, fiz três musicais a cada verão em French Woods, até os quinze anos. A outra influência foi Leonardo DiCaprio. Vi Titanic no jardim de infância e decidi que queria ser como ele."

## Filmografia

### Cinema
| Ano  | Título             | Papel                | Notas                       |
| ---- | ------------------ | -------------------- | --------------------------- |
| 2007 | The Girl Next Door | Willie Chandler, Jr. |                             |
| 2010 | Rising Stars       | Garrett              |                             |
| 2011 | Monster House      | Jamie                | Participação especial - Voz |
| 2013 | Somewhere Slow     | Travis Tratten       |                             |

### Televisão
| Ano  | Título                       | Papel              | Notas                                          |
| ---- | ---------------------------- | ------------------ | ---------------------------------------------- |
| 2006 | Law & Order: Criminal Intent | Benjamin Price     | Episódio 20, Temporada 5                       |
| 2007 | The Bill Engvall Show        | Trent Pearson      | Protagonista                                   |
| 2009 | iCarly                       | Pete               | Episódio 13, Temporada 2                       |
| 2009 | Jonas L.A.                   | Randolph           | Episódio 10, Temporada 1                       |
| 2010 | Two and a Half Men           | Eldridge McElroy   | Temporada 7 à 9                                |
| 2011 | Good Luck Charlie            | Dustin             | Episódio 14, Temporada 2                       |
| 2012 | Love Bites                   | Will               | Episódio 6, Temporada 1                        |
| 2012 | The Closer                   | Rusty Beck         | Episódio 21, Temporada 7                       |
| 2012 | Major Crimes                 | Rusty Beck         | Elenco principal                               |
| 2013 | The Anna Nicole Story        | Daniel Wayne Smith | Telefilme                                      |
| 2015 | Impastor                     | Jasper Simmons     | Guest Star "Genesis" (Temporada 1, Episódio 1) |